# Nissan Note (второе поколение)
Субкомпактвэн Nissan Note второго поколения (код кузова E12) выпускался с 2012 по 2021 год на трёх основных рынках: японском (с 2012 по 2021 год), европейском (с 2013 по 2019) и на рынках Северной и Латинской Америки (с 2014 по 2017 год). В модельном ряду автомобиль сменил модель предыдущего поколения.

## История

### Разработка. Концепт Invitation

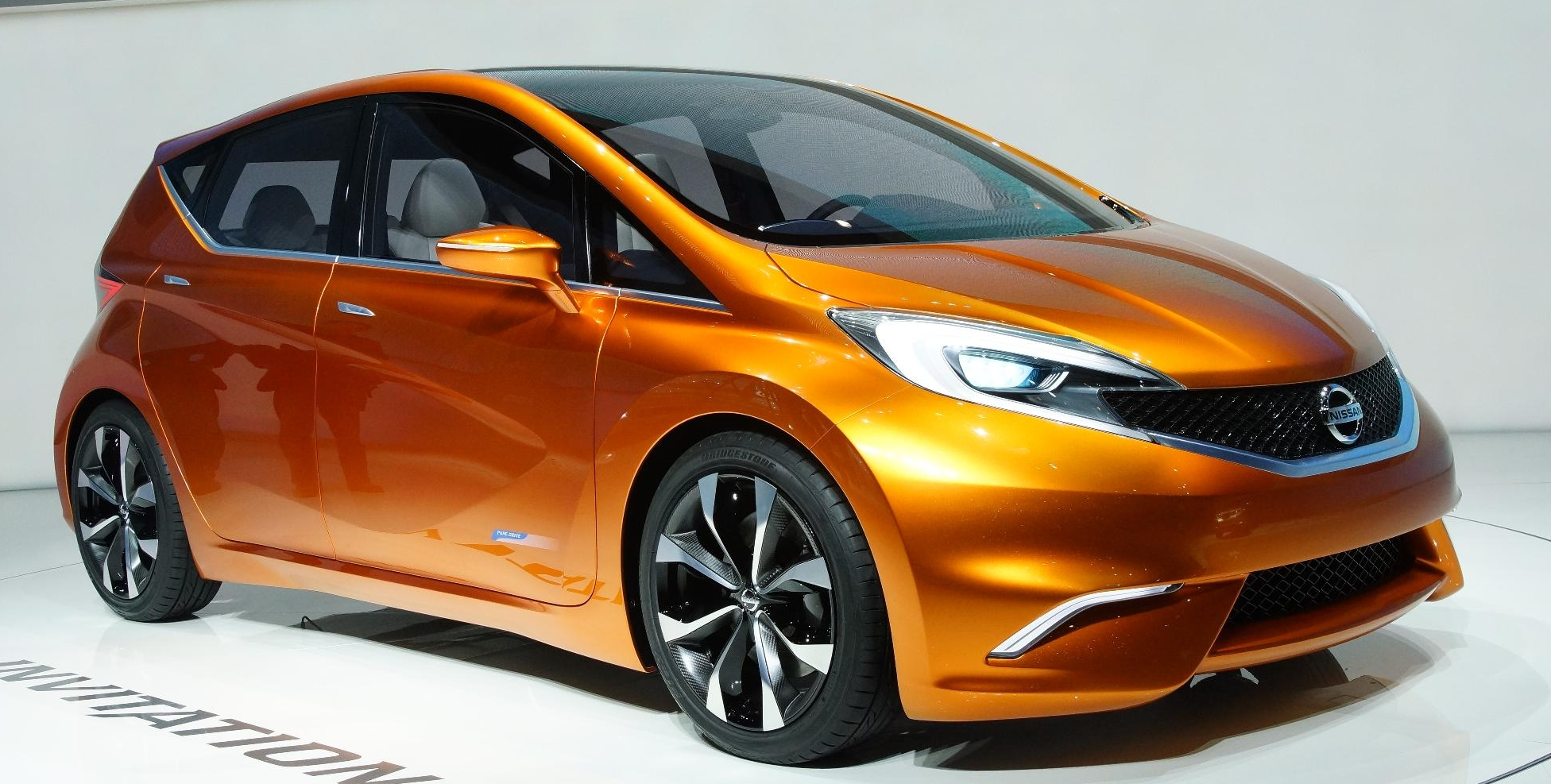
Nissan Invitation

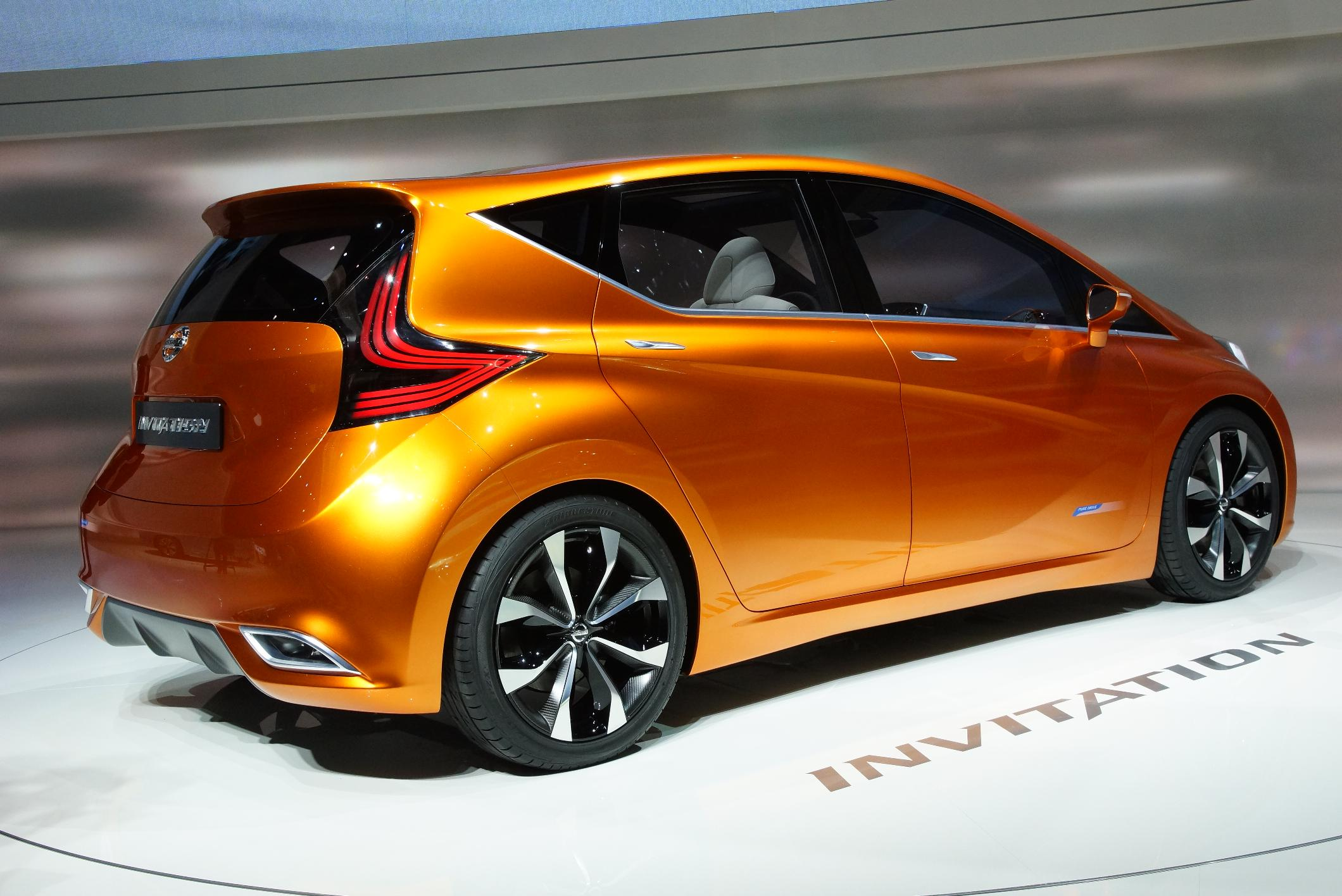
Вид сзади

7 марта 2012 года на Женевском автосалоне был представлен концепт-кар Nissan Invitation, ставший впоследствии основой для следующего поколения Nissan Note. Название автомобиля выбрано не случайно. Слово invitation с английского переводится как «приглашение». Как заявляет Франсуа Бэнкон, сотрудник компании, автомобиль уже благодаря своему дизайну и просторному интерьеру невольно заставляет подойти к нему, как бы «приглашает» внутрь. Концепт получил яркий, динамичный и обтекаемый дизайн. Одним из самых заметных его элементов является оформление боковой части, получившее название «Squash Line». Его легко заметить на дверях — характерная линия в центре, исходящая от середины колёсной арки и плавно переходящая в контур заднего фонаря. И если дизайн экстерьера почти полностью походит на серийную модель, то вот салон выглядит очень футуристично. Особенно это можно заметить по центральной консоли, экран на ней растянут от края до края. Необычным дизайном обладает и панель приборов. Цвет сидений контрастирует с остальным салоном — их обшивка белая, а салон тёмно-синий.
На официальной премьере концепта производитель не уточнял, какую именно модель концепт должен заменить, однако было ясно, что это именно новый Note. Габариты автомобиля сильно увеличились: длина дебютанта составляет 4150 мм против 4083 у старой модели, ширина — 1740 мм против 1691, а вот высота снизилась — 1470 мм против 1550. Автомобиль построен на втором поколении платформы Nissan B — Nissan V (это унаследовала и серийная версия). На модель изначально планировалось ставить 1,2-литровый двигатель мощностью 98 л.с (см. ниже). По заявлениям компании, улучшенная аэродинамика и новая по тем временам платформа обеспечивают автомобилю высокую экологичность — выбросы должны составлять менее 100 г/км. Передняя подвеска — McPherson, задняя — скручиваемая балка. Дизайном концепт-кара занимался дизайн-центр Nissan в Европе (англ. Nissan Design Europe). На автомобиль также была установлена система камер «Around View Monitor», обеспечивающая 360-градусный обзор. Она присутствует и в серийной модели.

### Серийная модель (2012)

#### Япония и Азия
Как и в случае с первым поколением, первыми новый автомобиль увидели японцы. Модель для японского рынка была представлена 28 августа 2012 года в Йокогаме, всего через 5 месяцев после премьеры концепта Invitation. Продажи стартовали в сентябре 2012 года. Японская модель комплектовалась 1,2-литровым рядным двигателем HR12DE или рядным двигателем HR12DDR с тем же объёмом. Коробка передач — вариатор.
Как и в случае с предыдущей моделью, было выпущено несколько специальных модификаций. В 2012 году выпущена модель Note Medalist, отличающаяся хромированными дверными ручками и изменённой отделкой салона. На японском рынке предлагалась также спортивная модификация Note Rider, оснащённая более мощными двигателями HR12DE или HR12DDR. 23 июля 2014 года были представлены модификации Note Nismo и Note Nismo S. Модели получили изменённый экстерьер, спойлер и новые обвесы с красными вставками. Интерьер претерпел лишь небольшие изменения. Модель Nismo оснащается 1,2 л двигателем мощностью 98 л.с, а Nismo S — 1,6 л двигателем с турбонагнетателем мощностью 138 л.с. Коробка передач — вариатор у Nismo и 5-ступенчатая механика у Nismo S. Подвеска тоже была доработана и изменена, улучшена управляемость кузова. Была доработана выхлопная система. Продажи Note Nismo и Note Nismo S начались в октябре 2014 года.
Помимо Японии, начались продажи автомобиля на других азиатских рынках. На некоторых рынках Nissan Note второго поколения заменил аналогичную модель — Nissan Livina, которая была снята с продаж, оставив лишь семиместную версию Grand Livina. В Гонконге продажи стартовали 28 сентября 2012 года. На других рынках продажи начались позже. Так, модель для рынка Сингапура была представлена лишь в 2017 году на Сингапурском автосалоне вместе с хетчбэком Pulsar. 17 января 2017 года начались продажи в Таиланде, где модель предлагалась в двух комплектациях — V (от 568 000 бат) и VL (от 640 000 бат).

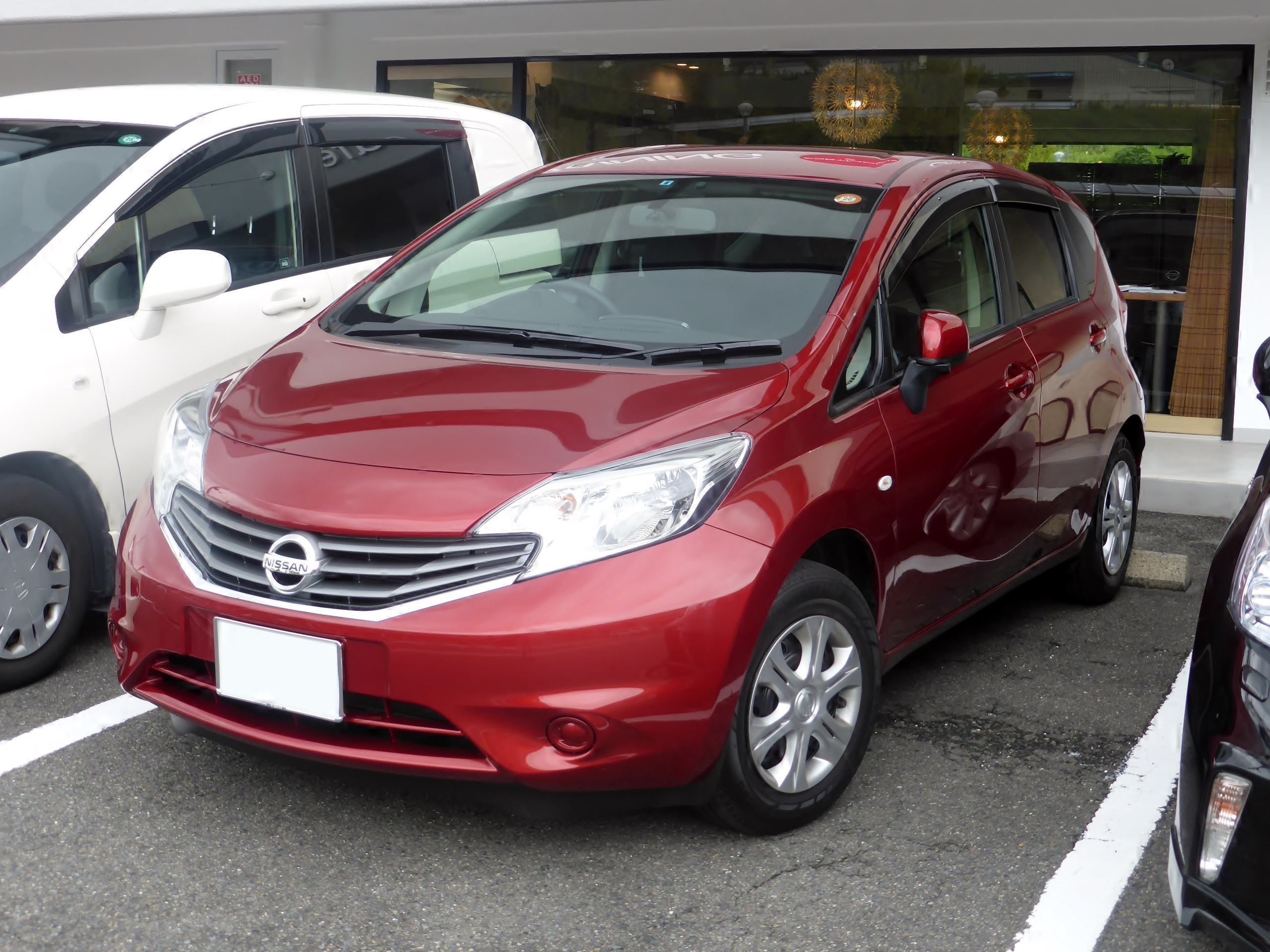
Японская модель
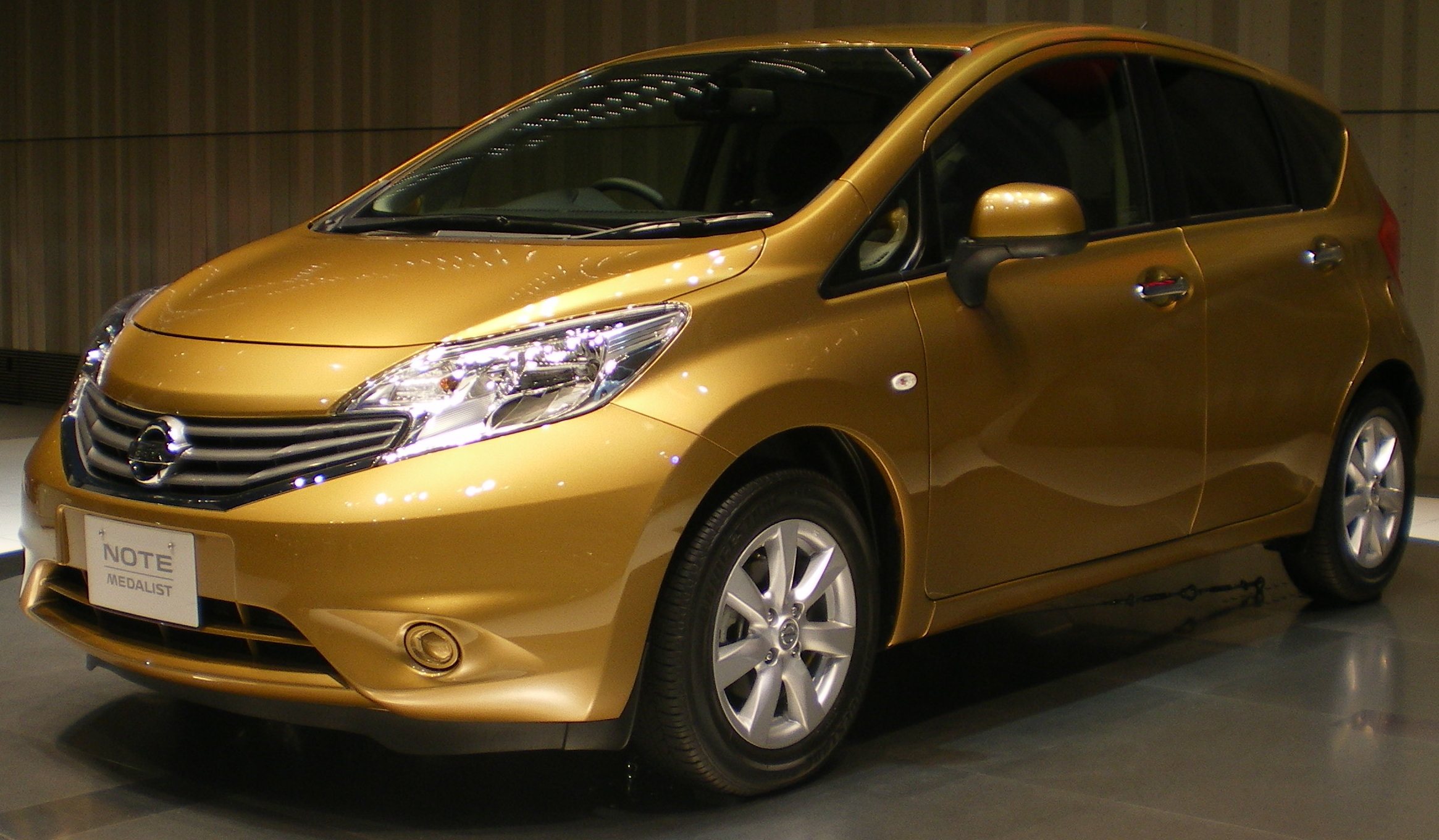
Note Medalist
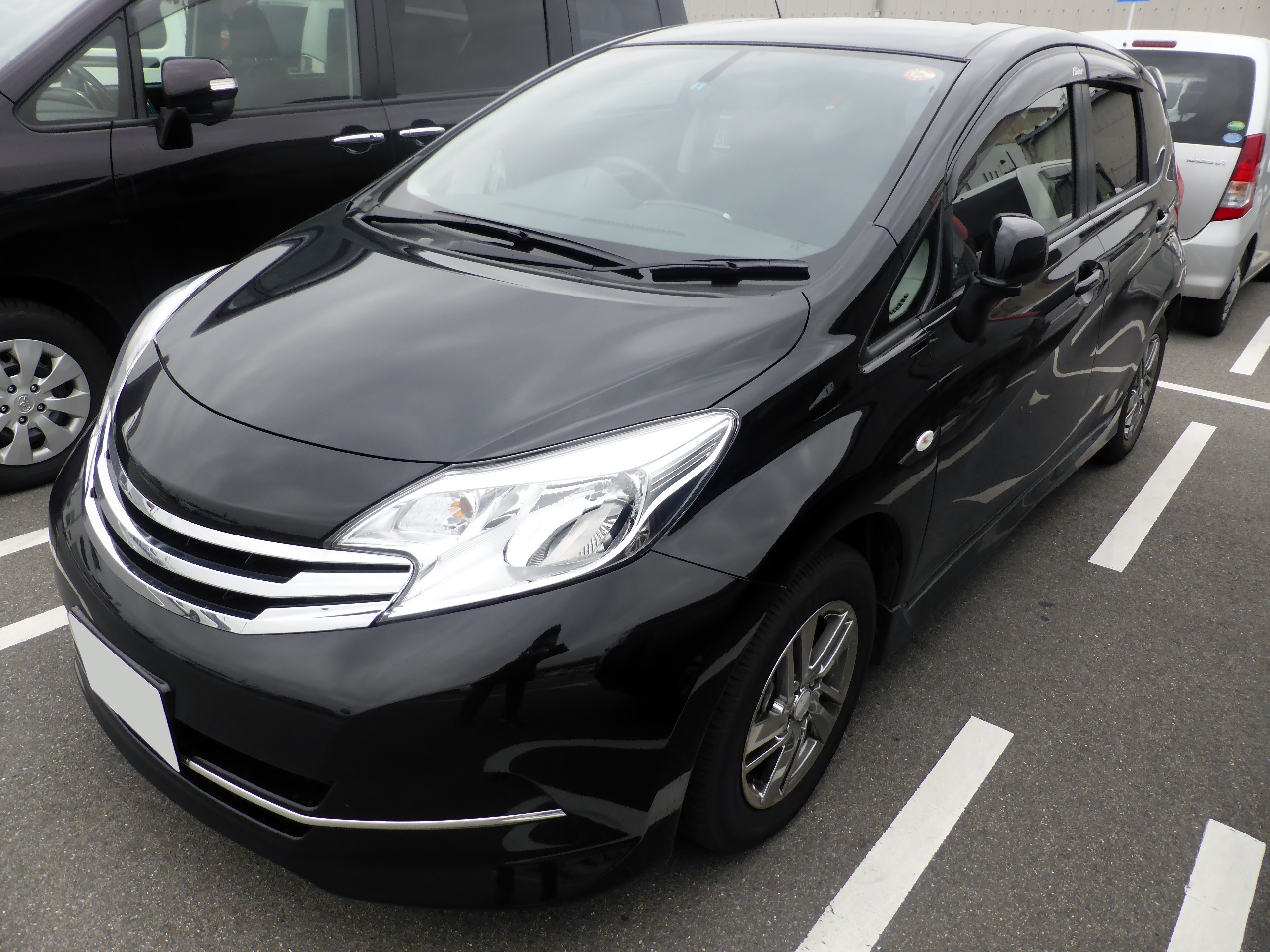
Note Rider
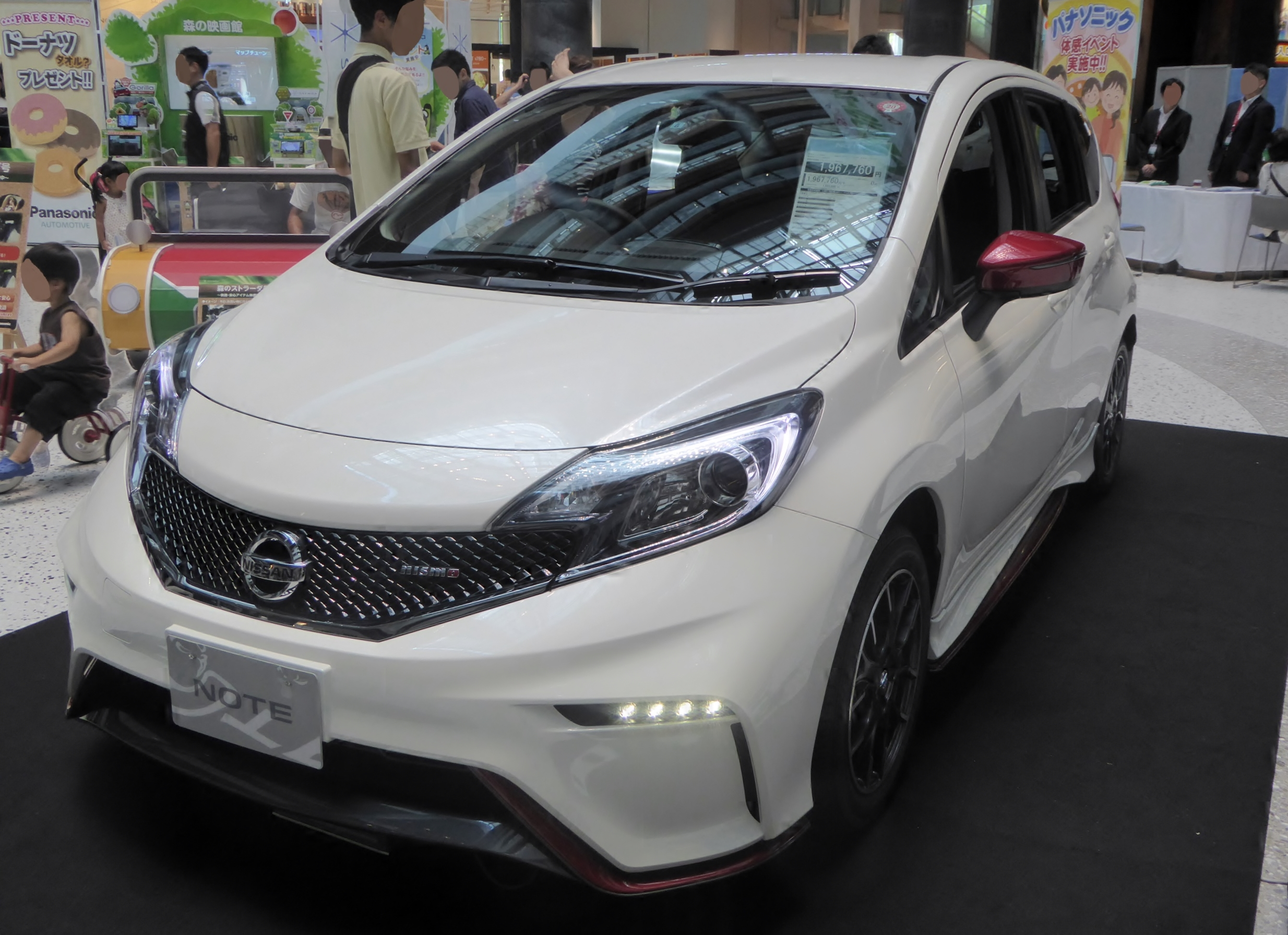
Note Nismo

#### Европа

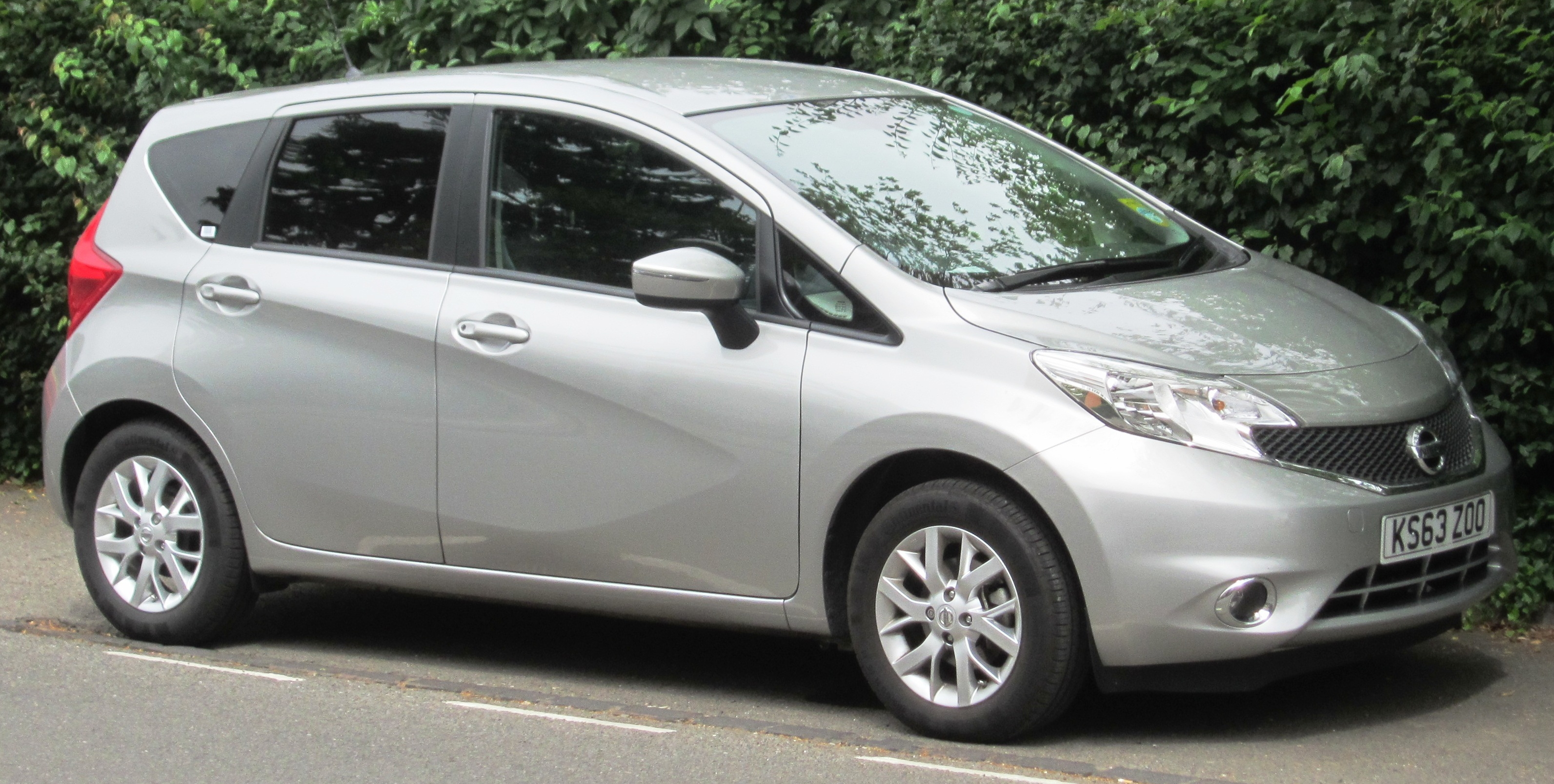
Европейская модель

Note второго поколения для Европы представлен в марте 2013 года на Женевском автосалоне., а продажи начались летом. Сборка модели всё также осуществлялась в Сандерленде, Великобритания. В Европе Note комплектовался 1,2-литровым бензиновым двигателем мощностью 78 л.с., либо иным 1.2-литровым бензиновым двигателем мощностью 97 л.с. с приводным нагнетателем, либо 1.5-литровым турбодизельным двигателем мощностью 109 л.с. в сочетании с механической или бесступенчатой трансмиссией. Было доступно три комплектации: Visia, Acenta и Tekna. Базовая цена на старте продаж — 13 990 евро. За сумму 1200 евро можно было приобрести дополнительный пакет опций, который включает в себя систему контроля слепых зон и систему удержания полосы движения.
Европейская модель стала в 2014 году испытателем нового покрытия для автомобиля «Ultra-Ever Dry», разработанным фирмой UltraTech International Inc. Это специальное покрытие наносится на автомобиль и должно защищать его от грязи, тем самым избавив владельцев автомобиля от посещения автомойки. В результате нескольких тестов в различных погодных условиях была отмечена эффективность данного покрытия, также исследовалось его влияние на лакокрасочное покрытие в долгосрочной перспективе. Nissan заявил, что «Ultra-Ever Dry» не будет доступен для всего модельного ряда, однако покрытие может быть предложено в качестве дополнительной опции. Тем не менее, с тех пор новостей про это покрытие так и не поступало.
И хотя второе поколение Note в Европе оставалось довольно популярным (см. раздел «Продажи»), возникала внутренняя конкуренция в модельном ряду. Nissan Micra, который всегда позиционировался на класс ниже Note, в пятом поколении, вышедшем в 2017 году, стал гораздо больше в размерах. Как заявил Джим Райт, сотрудник Nissan: «Несмотря на то, что последний Micra (четвёртого поколения) был в ценовом сегменте A-класса, будет неэффективно продолжать производить три модели вместо двух, поэтому останутся лишь Micra и Juke». Но это была не единственная проблема. Было решено прекратить производство также из-за необходимости увеличить объёмы производства модели Qashqai. В марте 2017 года производство Note в Великобритании для европейского рынка было прекращено.

#### Северная и Латинская Америка

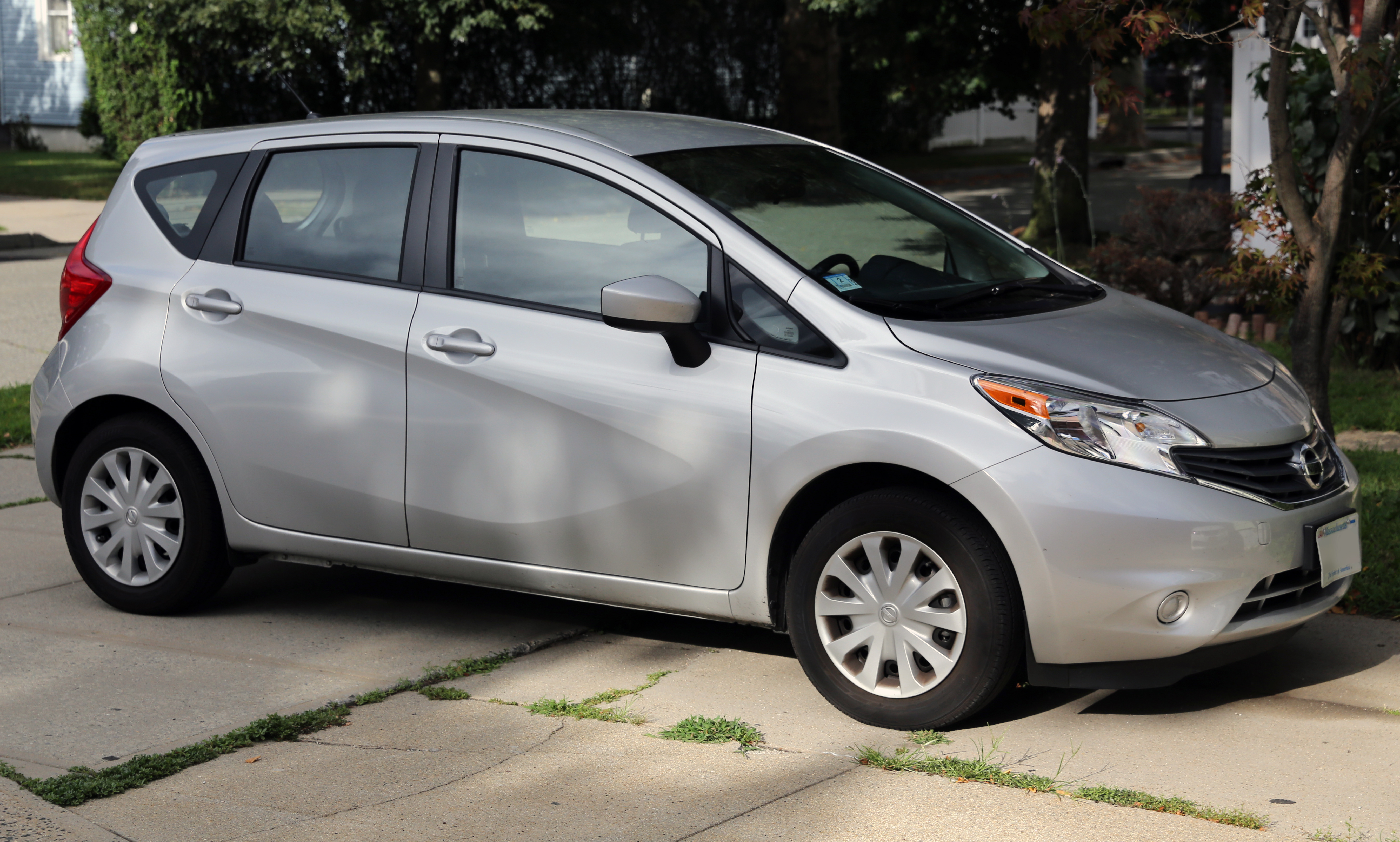
Nissan Versa Note первых лет выпуска

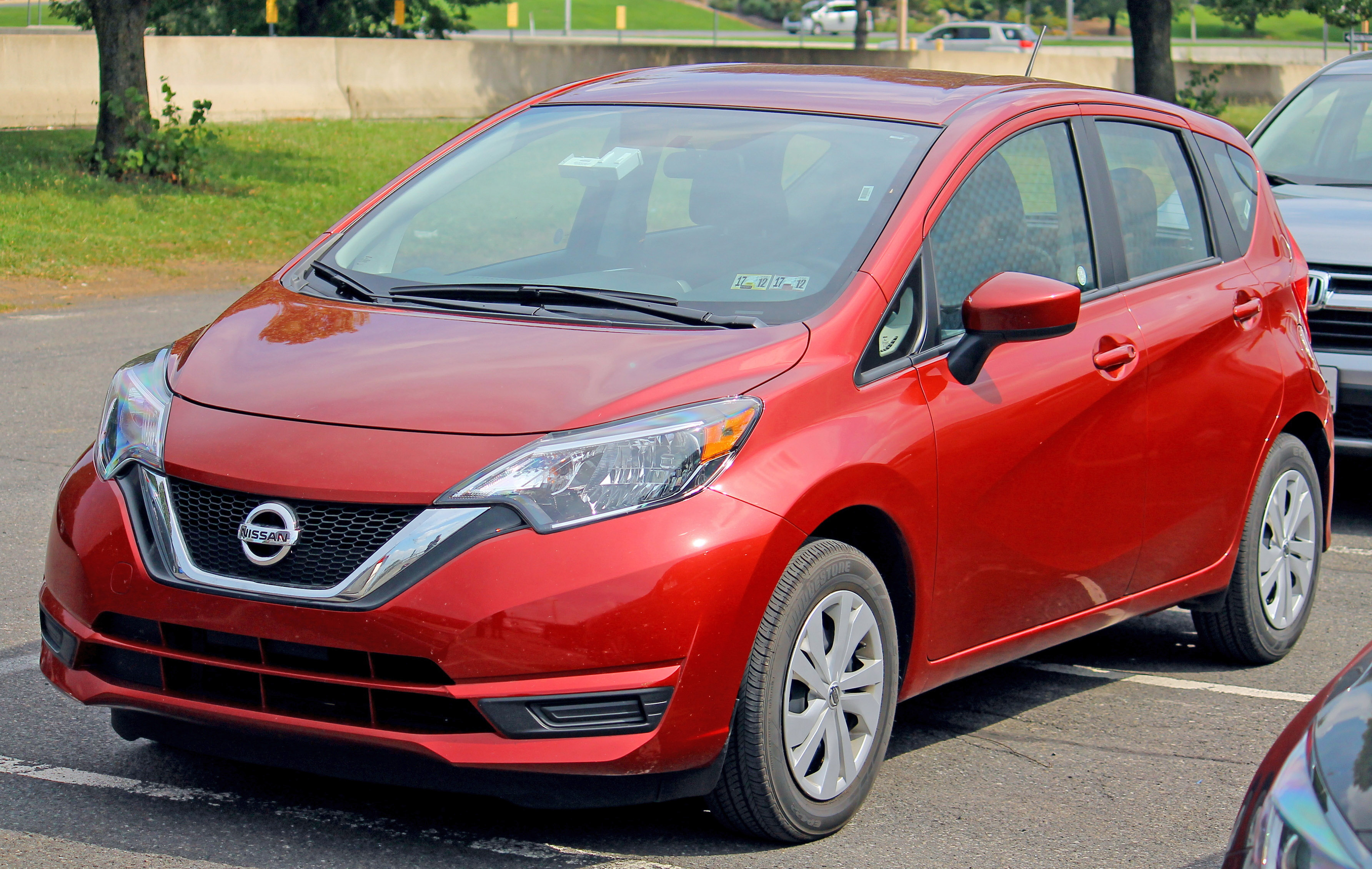
Versa Note после рестайлинга (2017)

Nissan решила, что можно адаптировать модель и для рынка Северной Америки. Модель для рынков США и Канады была представлена в январе 2013 года на Североамериканском автосалоне в Детройте. Было решено в США и Канаде дать автомобилю несколько иное название — Versa Note, поскольку он занял нишу хетчбэка Nissan Versa (в России и СНГ известен как Tiida), при этом модель в кузове седан с продаж снята не была. Продажи начались летом 2013 года. Североамериканская модель комплектовалась 1,6-литровым двигателем мощностью 111 л.с с двойным впрыском в сочетании с механической коробкой передач или вариатором Xtronic CVT. На выбор было доступно 5 комплектаций: S, S Plus, SV и SL. В 2015 году была добавлена спортивная комплектация SR.
Модель для стран Латинской Америки была представлена в Колумбии в июне 2013 года. Презентация новой модели прошла очень необычно — автомобиль привезли к берегам города Картахена-де-Индиас на парусном фрегате времён XVIII века. На презентации присутствовали журналисты из различных стран региона, а также дистрибьютор автомобилей Nissan в Колумбии. Продажи латиноамериканской версии начались в июле 2013 года. Автомобиль предлагался в комплектациях Sense и Advance. Сборка автомобилей для латиноамериканского рынка осуществлялась в Мексике в штате Агуаскальентес.
В Америке автомобиль не смог стать таким же продаваемым и популярным, как в Европе. Опубликованное в 2019 году исследование статистического агентства iSeeCars показывает, что около 9% покупателей Versa Note отказываются от него в первый же год после покупки — 8 место в антирейтинге. Седан Versa также есть в списке и занимает десятое место (8,7%). Уровень продаж модели также говорил о том, что Versa Note — это провал. Если в 2017 году продажи седана и хетчбэка вместе составляли 106 тысяч автомобилей, то к 2019 году это число сократилось до 66 тысяч (см. раздел «Продажи»). Всё это дало понять, что модель необходимо снимать с производства. В конце 2019 года Versa Note официально ушёл с североамериканского и латиноамериканского рынков.

### Рестайлинг — Note e-Power
В ноябре 2016 года модель прошла крупное обновление. Самое главное изменение касается двигателя: теперь это гибридный автомобиль, получивший название Note e-Power. Модель сочетает в себе двигатель HR12DE и электромотор EM57 с аккумулятором 1.5 кВч. Этот электромотор взят с модели Leaf, но ёмкость аккумулятора была уменьшена. В отличие от остальных гибридов, бензиновый двигатель только питает аккумулятор, а основную работу берёт на себя электромотор. Мощность — 110 л.с, крутящий момент — 254 Нм. Автомобиль получил изменения и с точки зрения дизайна. Спереди модель получила новый передний бампер и решётку радиатора. Фары и задние фонари претерпели небольшие изменения. В салоне был установлен новый руль. Из других изменений можно отметить улучшенную шумоизоляцию, а также новые опции: светодиодные фары ближнего света, система автоматического экстренного торможения (AEB), а также новое зеркало заднего вида со встроенным дисплеем в салоне, куда транслируется изображение с камеры заднего вида.
Рестайлинговый автомобиль был доступен на нескольких рынках: на японском, на вышеупомянутых рынках Азии и на американском. В Японии автомобиль предлагался в комплектациях S, X и Medalist. Цена на японском рынке начиналась от 1 772 280 иен ($16 900). В Америке модель была представлена на автосалоне в Лос-Анджелесе в 2016 году. В отличие от Японии, американская модель осталась без новой установки e-Power, ограничившись только изменениями в экстерьере. Двигатель остался прежним. Перечень комплектаций сократился — была убрана базовая комплектация S.

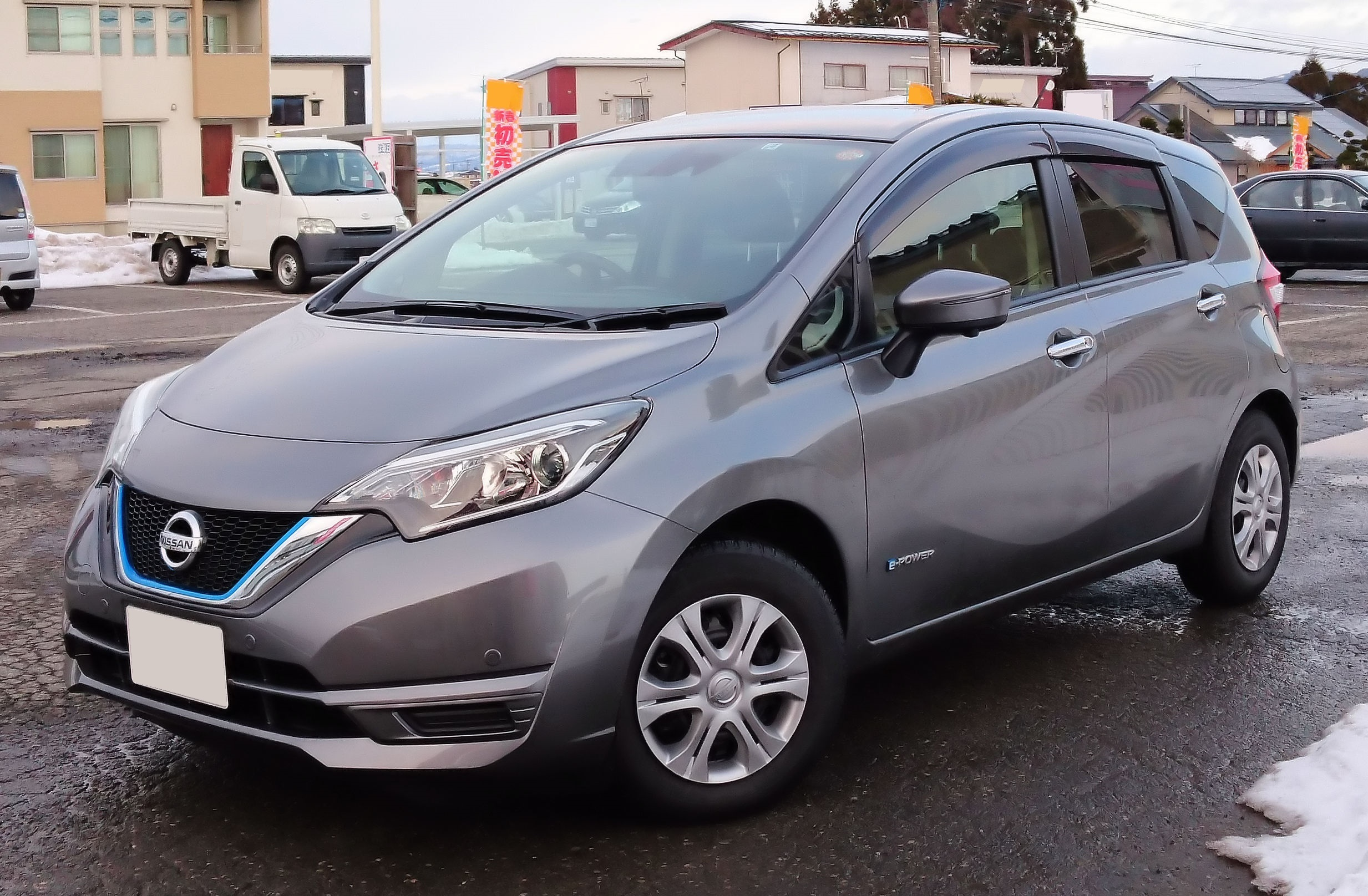
Note E-Power
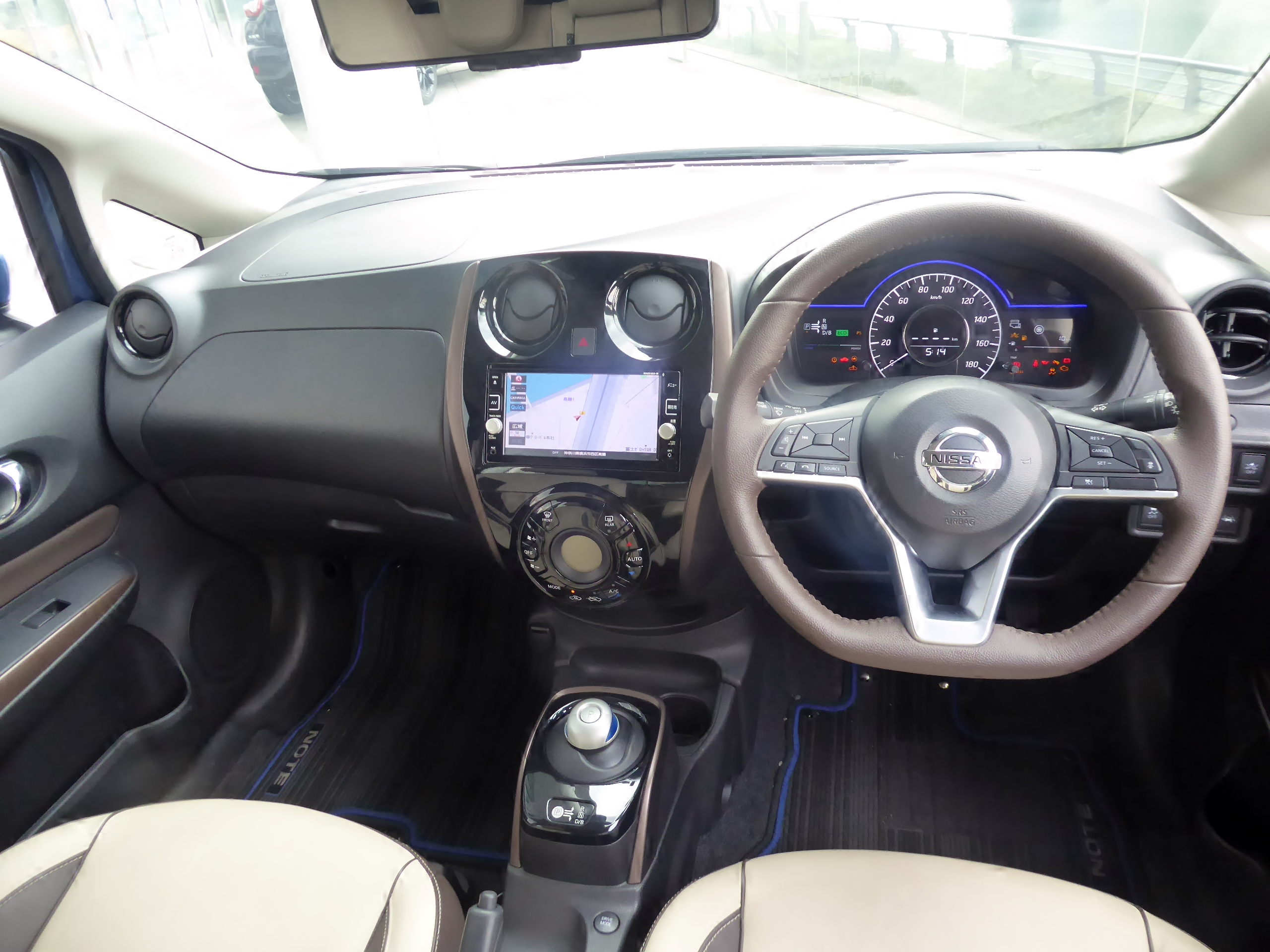
Интерьер модели
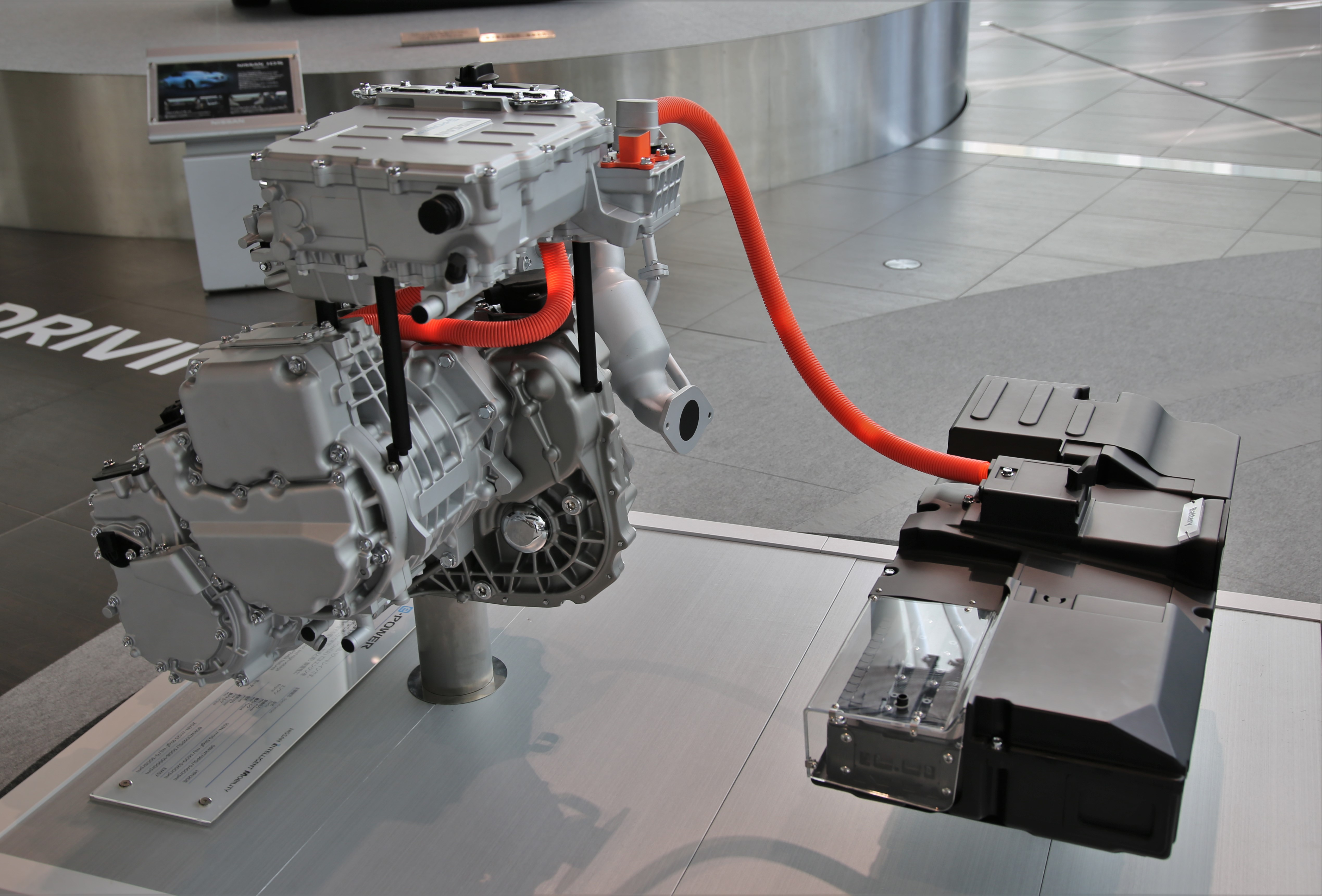
Двигатель и батарея

#### Модификации
В 2017 году для рынка была представлена «внедорожная» модификация, получившая название Note Cross Gear. Изменения, однако, чисто косметические: тёмно-серые накладки на бамперах и порогах, расширители колёсных арок, рейлинги на крыше и чёрная окраска зеркал заднего вида. Модель также получила новые 15 или 16-дюймовые колёсные диски, тоже чёрного цвета. Сборку модели осуществляет подразделение Nissan под названием Autech. Модель доступна как с бензиновым мотором, так и с установкой e-Power. Привод — передний или полный. Autech выпустил и другую модификацию модели — Note Mode Premier. Она отличается иным передним бампером (решётка радиатора взята из дорестайлиговой модели), декоративными вставками из металла и иной отделкой интерьера. Продажи начались 12 декабря 2016 года по цене от 1 690 200 иен.
В 2018 году модельный ряд пополнился ещё одной модификацией — Note Autech. Модель доступна либо с бензиновым двигателем, либо с гибридной установкой. Для последней предусмотрен набор опций «Sports Spec», добавляющий усиление кузова, улучшенную подвеску и новые 16-дюймовые колёсные диски. Цена на модель составляла от 16 до 22 тысяч долларов. Версия Nismo S, выпускавшаяся с 2014 года, также была обновлена, однако кроме нового дизайна и смены двигателя на гибридный серьёзных изменений не произошло. Мощность бензинового мотора была увеличена до 83 л.с. Цена автомобиля начиналась от 2 671 920 иен.

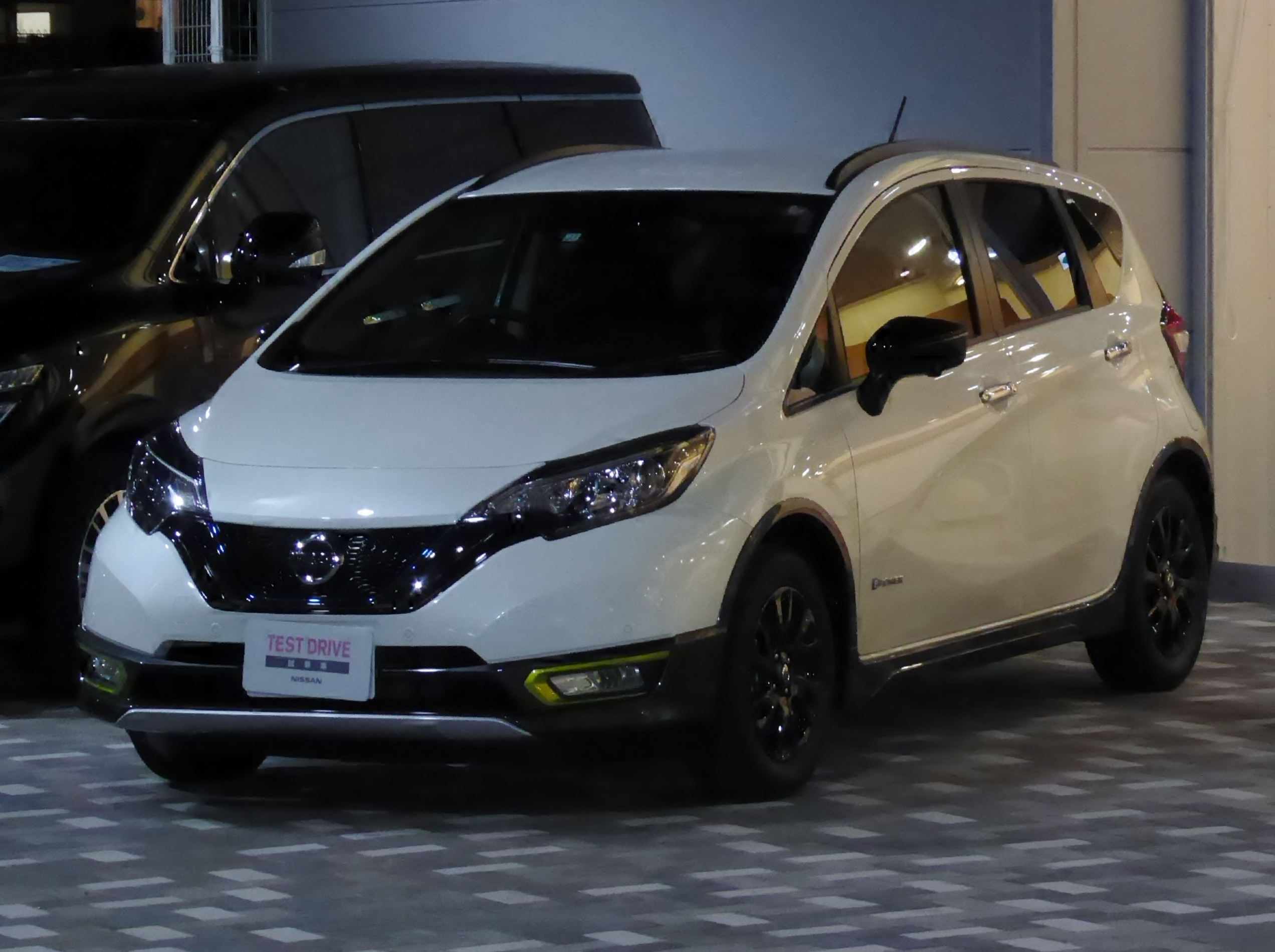
Note Cross Gear
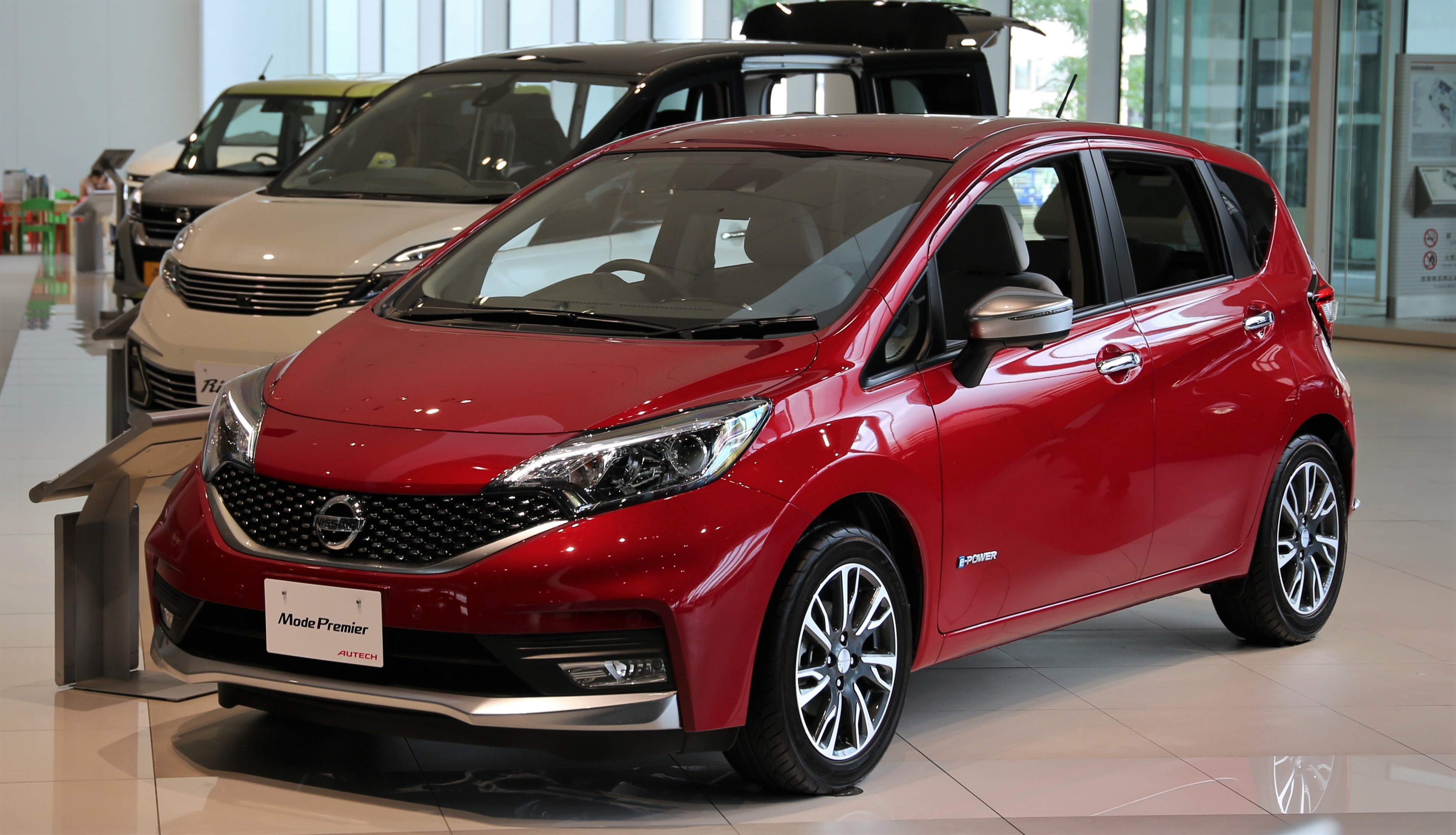
Note Mode Premier
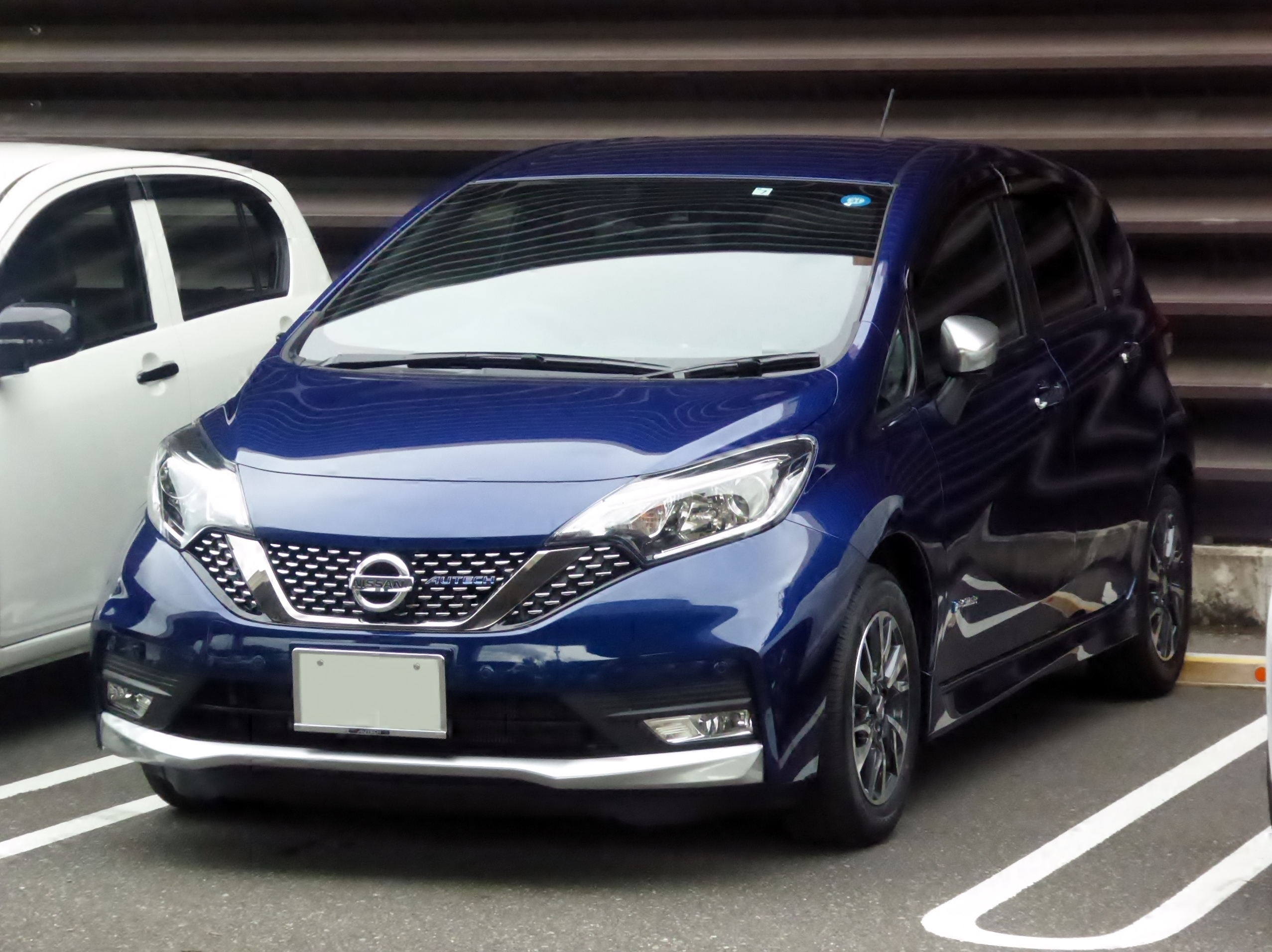
Note Autech
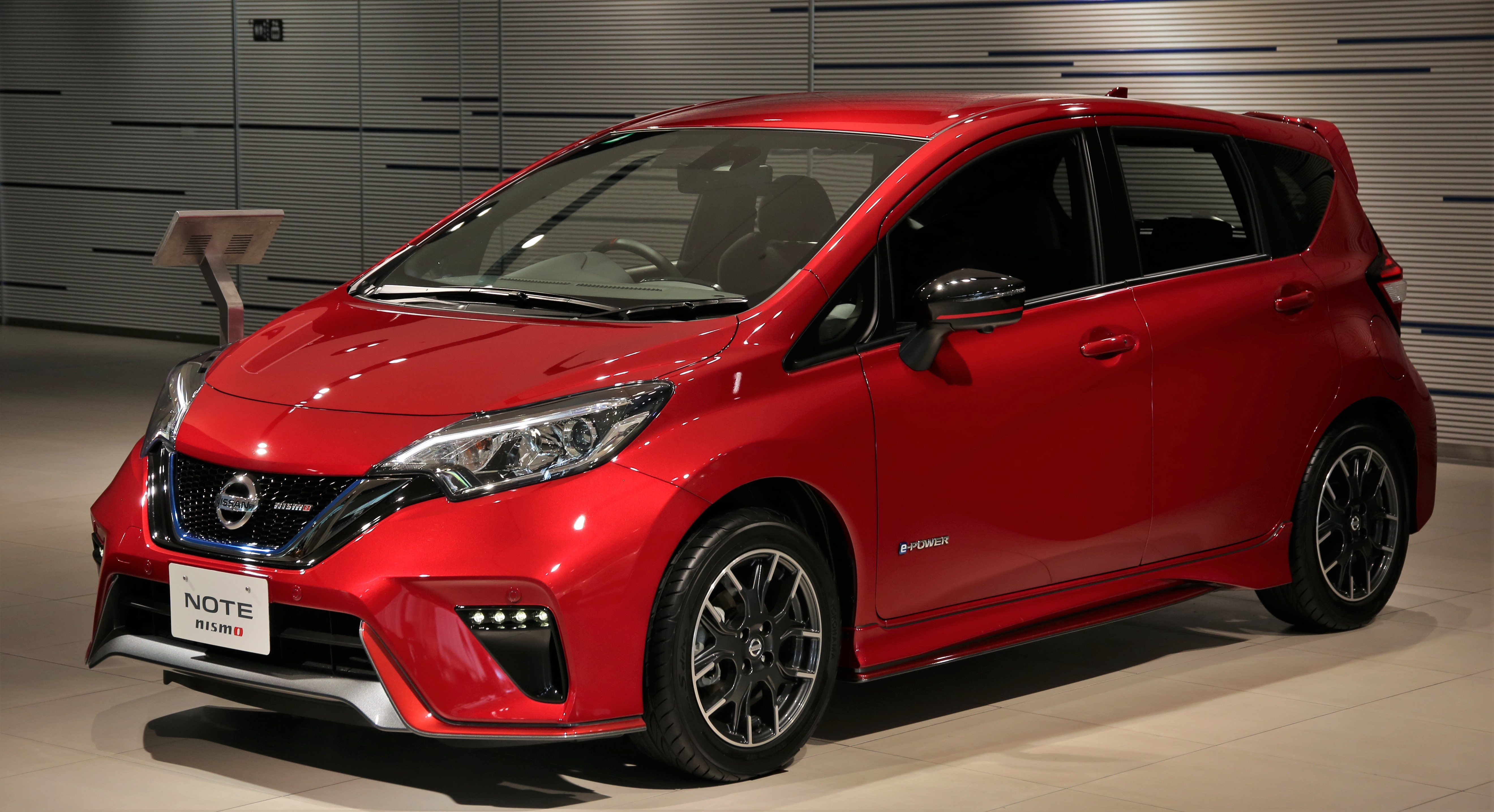
Note e-Power Nismo S

## Обзоры и оценки
Несмотря на то, что второе поколение Note никогда не продавалось в России, редакции журнала «Авторевю» удалось его протестировать. Из плюсов было выделено поведение машины на поворотах, а также система «Nissan Safety Shield», в которую, помимо прочего, входят камеры кругового обзора, позволяющие ориентироваться в тесном пространстве (например, на парковке). Автомобиль также сохранил свой просторный салон, однако отсутствие возможности наклонять спинку заднего сиденья редакцию не обрадовало. Рулевое колесо регулируется только по высоте,  а интерфейс навигационной системы, как пишет автор, «на откровенно малобюджетном уровне». Также не обрадовал и клиренс (130 мм против 165 в прошлой модели). С точки зрения дизайна автомобиль сравнили с Honda Jazz. По словам редакции, автомобиль утратил индивидуальность в дизайне.
Британское издание «Car», как и в прошлый раз, обнаружило большое количество недостатков. Были раскритикованы камеры кругового обзора, обладающие, по мнению автора, нечётким и расплывчатым изображением, отсутствие регулировки руля по вылету, двигатель, который за пределами города не обеспечивает быстрой езды и бессмысленный, по мнению автора, датчик нажатия на педаль газа. Тем не менее, издание похвалило автомобиль за всё такой же просторный салон и багажник. Автомобиль по пятибалльной системе издания всё также получил три звезды. Самым худшим показателем в этот раз оказался «Performance» — производительность двигателя (только 1 из 5). Фактор удобства сохранил свои 5 баллов из 5. В общем и целом издательство охарактеризовало модель так: «Новый Note - очень практичный, необычно выглядящий семейный автомобиль, а его богатый набор доступных технологий наверняка вызовет интерес всех присутствующих в автосалоне».
Американское издание «Car and Driver» провело тест-драйв версии автомобиля для рынка США. Редакцию, как и другие автомобильные издания, впечатлил просторный салон, пространство на заднем ряду и багажник. Был раскритикован жёсткий пластик в салоне, а комфорт охарактеризовали как «не заслуживающий ни похвалы, ни порицания — он просто нормальный». Приборная панель, схожая с таковой у седана Versa, которая получила от издания одобрение за хорошо читаемые показания спидометра, тахометра и иных приборов.

## Награды
В ноябре 2012 года автомобиль на Японской конференции автомобильных исследователей и журналистов получил награду «RJC 2013 Car of the Year», победив главных конкурентов — Mazda CX-5 и Suzuki Wagon R. Это был второй раз подряд, когда автомобиль Nissan выиграл эту награду, в 2011 году «автомобилем года» стала модель Leaf. Через год, в декабре 2013 года, европейская модель в Швейцарии получила награду «Safetybest 2013» от румынской организации «Autobest» за свою систему безопасности Nissan Safety Shield, которую организация назвала «первой в своём классе». В 2018 году уже обновлённая модель e-Power получила награду от Японского центра консервации энергии (ECCJ) за свою экологичность и вклад в снижение выбросов CO2. В декабре 2020 года модель получила награду «Product of the Year» в Таиланде.

## Отзывные кампании
Европейская модель отзывалась несколько раз. В июле 2015 года были отозваны модели Note, Juke, Micra, Leaf и e-NV200, выпущенные в период с 1 июля 2013 года по 3 марта 2014 года. По заявлению производителя, кнопка выключения двигателя может оставаться в нажатом положении, что может привести к аварийной остановке. В 2016 году были отозваны модели, выпущенные с 6 августа 2015 года по 11 января 2016 года. Причиной стали катушки зажигания, внутренние компоненты которых могли замыкаться, что в худшем случае может привести к выходу из строя предохранителя в модуле распределения питания (IPDM), а в дальнейшем — к остановке двигателя. В 2020 году было отозвано 325 000 праворульных моделей, выпущенных с 28 сентября 2015 года по 14 марта 2018 года. Причина — дефект замка на задних дверях, из-за которого дверь можно открыть в любой момент, что опасно, если в машине дети. Кроме Note были отозваны Qashqai, Pulsar и Juke.
В Америке автомобиль также отзывался несколько раз. Первый отзыв произошёл в июле 2013 года в связи с отсутствием болтов на креплениях заднего сиденья и снизу кузова. В июле 2015 года были отозваны модели выпуска 5—13 июня 2015 года в связи с проблемой в замках дверей со стороны водителя. В августе были отозваны модели 2013—2015 годов выпуска из-за проблемы с панелью центральной консоли, которая может мешать водителю переставлять ногу с одной педали на другую. В 2017 году дважды отзывались модели в связи с проблемами в подушках безопасности пассажира и боковых шторках (проблема с пиропатроном, аналогичная таковой в модели первого поколения). В 2018 году были отозваны множество моделей Nissan, включая Versa Note, с проблемами в кнопке зажигания (аналогична вышеописанной в европейских моделях). Самый масштабный отзыв произошёл в 2019 году, когда был отозван практически весь модельный ряд Nissan и половина модельного ряда Infiniti в США. Проблема заключается в камере заднего вида. Изображение с камеры могло полностью пропасть при определённых настройках.
В декабре 2018 года произошёл крупный отзыв моделей Nissan в Японии, включая Note. Было отозвано около 150 000 машин, произведённых с ноября 2017 года по октябрь 2018 года в связи с неправильным тестированием тормозов и спидометров автомобилей перед продажей. Кроме Note были отозваны Leaf, Cube и March.

## Безопасность
Главным нововведением в области безопасности стала система Nissan Safety Shield, которая включает в себя несколько компонентов. Основным является система кругового обзора Around View Monitor. В автомобиле установлено 4 камеры, изображение с которых передаётся на экран в салоне. Согласно заявлению производителя, эти камеры самоочищаемые. Внутри них есть микрокомпрессоры, подающие сжатый воздух и тем самым очищая камеру. Помимо этого, в системе безопасности есть ещё три компонента. Первый — Moving Object Detection, опознаёт движущиеся объекты вокруг машины. Второй — Blind Spot Warning, система контроля слепых зон. Третий — Line Departure Warning, система предупреждения о сходе с полосы. Последние два компонента, как уже описано выше, приобретались за отдельную плату в 1200 евро. По заявлениям производителя, это первая подобная система безопасности на автомобиле данного сегмента. На модель не ставилась сигнализация, она была доступна лишь как опция за £291.

### Тесты EuroNCAP
Автомобиль прошёл краш-тест Euro NCAP в 2013 году. Модель в целом стала безопаснее, чем предыдущая. При лобовом ударе водитель и пассажир не получили травмы, однако уточняется, что рулевое колесо и центральная консоль могут представлять опасность. Боковой удар Note также выдержал отлично. А вот при столкновении сзади сидения защищают слабо. Детские манекены также не показали серьёзных травм при переднем и боковом столкновениях. Что касается пешеходов, то бампер автомобиля получил максимальное число баллов за защиту ног пешехода. А вот передняя часть капота так и осталась небезопасной. Также небезопасными были основание лобового стекла и передние стойки. Капот показал более или менее хорошую защиту. Была протестирована ESC, показавшая хороший результат.

### Тесты американских организаций
Американская организация Страховой институт дорожной безопасности (IIHS) в 2013 году проводил фронтальный краш-тест с 40% перекрытием. В целом автомобиль справился с краш-тестом, получив оценку «хорошо». Лишь правая нога и голова водителя получили отметку «удовлетворительно». Другая американская организация — Национальное управление безопасностью движения на трассах (NHTSA), проводила более широкий спектр краш-тестов автомобиля. Versa Note получил всего 3 звезды за лобовой краш-тест, однако неплохо показал себя в боковом столкновении и опрокидывании.

## Продажи
Модель второго поколения смогла повторить и превзойти успех предыдущей модели в Японии, оставаясь в десятке самых популярных моделей. Более того, в 2018 году Note стал самым продаваемым автомобилем на японском рынке. Продажи в Европе не были столь успешны, что и раньше. Для США данные публиковались только вместе с седаном Versa, однако даже по ним можно увидеть, что популярность модели в последние годы начала падать.
| Страна                                              | Календарный год | Календарный год | Календарный год | Календарный год | Календарный год | Календарный год | Календарный год | Всего   |
| Страна                                              | 2013            | 2014            | 2015            | 2016            | 2017            | 2018            | 2019            | Всего   |
| --------------------------------------------------- | --------------- | --------------- | --------------- | --------------- | --------------- | --------------- | --------------- | ------- |
| Япония                                              | 147 634         | 106 765         | 97 995          | 102 402         | 138 905         | 136 324         | 118 472         | 848 497 |
| Европа                                              | 33 087          | 65 579          | 46 267          | 35 884          | 12 546          | 145*            | 9*              | 193 517 |
| США**                                               | 117 352         | 139 781         | 144 528         | 132 214         | 106 772         | 75 809          | 66 596          | 783 052 |
| Суммарно продано на всех рынках: 1 825 066**        |                 |                 |                 |                 |                 |                 |                 |         |
| * Складские остатки ** Вместе с седаном Versa (США) |                 |                 |                 |                 |                 |                 |                 |         |

### Каталоги
1. 2019 Nissan Versa Note :  [англ.]. — США : Nissan USA, 2018. — 8 p.

### Статьи
1. Максим Кадаков. Не наша нота // Авторевю : журнал. — 2013. — № 23.

1. Nissan Invitation Concept (англ.) // Ultimate Car Page : сайт. — 2012.
2. Ollie Kew. Nissan Note 1.2 Acenta Premium (2013) review (англ.) // Car : журнал. — 2013.
3. John Lamm. First Drive: 2014 Nissan Versa Note Hatchback (англ.) // Car and Driver : журнал. — 2013.